# Scottish FA Cup 1974/75
Der Scottish FA Cup wurde 1974/75 zum 90. Mal ausgespielt. Der wichtigste schottische Fußball-Pokalwettbewerb, der vom Schottischen Fußballverband geleitet und ausgetragen wurde, begann am 14. Dezember 1974 und endete mit dem Finale am 3. Mai 1975 im Hampden Park von Glasgow. Als Titelverteidiger startete Celtic Glasgow in den Wettbewerb, der sich im Vorjahresfinale gegen Dundee United durchsetzte. Im diesjährigen Endspiel um den Schottischen Pokal standen sich Celtic und der Airdrieonians FC gegenüber. Die Bhoys gewannen das Endspiel durch zwei Tore von Paul Wilson, und eines von Pat McCluskey, bei einem Gegentreffer durch Kevin McCann mit 3:1. Celtic stand zum siebten Mal infolge seit 1969, und zum insgesamt 39. Mal im schottischen Pokalendspiel. Der Finalgegner aus Airdrie stand zum zweiten Mal nach 1924 im Endspiel. Damals bezwang das Team Hibernian Edinburgh. In der Saison 1974/75 gewann Celtic neben dem Pokal auch den Ligapokal und feierte damit das kleine Double in Schottland. Aufgrund des Sieges nahm die Mannschaft in der folgenden Saison am Europapokal der Pokalsieger teil. Dort schied Celtic im Viertelfinale gegen die BSG Sachsenring Zwickau aus dem Wettbewerb aus.

## 1. Runde
Ausgetragen wurden die Begegnungen am 14. Dezember 1974. Das Wiederholungsspiel fand am 18. Dezember 1974 statt.
|                        | Ergebnis |                       |
| ---------------------- | -------- | --------------------- |
| Clachnacuddin F.C.     | 8:1      | Gala Fairydean Rovers |
| FC Montrose            | 5:1      | FC Selkirk            |
| Ross County            | 2:0      | Brechin City          |
| St. Cuthbert Wanderers | 1:4      | Albion Rovers         |
| FC Stenhousemuir       | 2:2      | FC East Stirlingshire |

### Wiederholungsspiel
|                       | Ergebnis |                  |
| --------------------- | -------- | ---------------- |
| FC East Stirlingshire | 3:1      | FC Stenhousemuir |

## 2. Runde
Ausgetragen wurden die Begegnungen am 4. Januar 1975. Das Wiederholungsspiel fand am 8. Januar 1975 statt. Durch einen 12:0-Erfolg stellte der FC Montrose gegen den FC Vale of Leithen einen Rekord als höchsten Pflichtspielsieg der Vereinsgeschichte auf.
|                       | Ergebnis |                      |
| --------------------- | -------- | -------------------- |
| Alloa Athletic        | 1:1      | Albion Rovers        |
| FC Cowdenbeath        | 0:2      | FC Clydebank         |
| FC East Stirlingshire | 2:1      | FC St. Mirren        |
| Forfar Athletic       | 2:3      | Ross County          |
| FC Caledonian         | 2:0      | FC Inverness Thistle |
| Clachnacuddin F.C.    | 4:3      | Stirling Albion      |
| FC Stranraer          | 2:4      | FC Queen’s Park      |
| FC Vale of Leithen    | 0:12     | FC Montrose          |

### Wiederholungsspiel
|               | Ergebnis |                |
| ------------- | -------- | -------------- |
| Albion Rovers | 2:0      | Alloa Athletic |

## 3. Runde
Ausgetragen wurden die Begegnungen zwischen dem 25. und 30. Januar, sowie eine Partie am 4. Februar 1975. Die Wiederholungsspiele fanden zwischen dem am 3. und 10. Februar 1975 statt.
|                         | Ergebnis |                       |
| ----------------------- | -------- | --------------------- |
| FC Aberdeen             | 1:1      | Glasgow Rangers       |
| FC Arbroath             | 1:0      | FC East Stirlingshire |
| Ayr United              | 1:2      | FC Queen’s Park       |
| FC Clyde                | 0:1      | FC Dundee             |
| Hibernian Edinburgh     | 0:2      | Celtic Glasgow        |
| FC Inverness Caledonian | 0:1      | Albion Rovers         |
| FC Montrose             | 0:0      | Hamilton Academical   |
| FC Motherwell           | 0:0      | Partick Thistle       |
| Queen of the South      | 2:0      | Raith Rovers          |
| Airdrieonians FC        | 0:0      | Greenock Morton       |
| FC Clydebank            | 2:1      | Dunfermline Athletic  |
| FC Dumbarton            | 2:1      | Clachnacuddin F.C.    |
| Heart of Midlothian     | 2:0      | FC Kilmarnock         |
| FC St. Johnstone        | 1:0      | FC East Fife          |
| Ross County             | 1:5      | FC Falkirk            |
| Dundee United           | 1:1      | Berwick Rangers       |

### Wiederholungsspiele
|                     | Ergebnis  |                  |
| ------------------- | --------- | ---------------- |
| Hamilton Academical | 3:0       | FC Montrose      |
| Greenock Morton     | 0:3       | Airdrieonians FC |
| Partick Thistle     | 0:1       | FC Motherwell    |
| Berwick Rangers     | 0:1       | Dundee United    |
| Glasgow Rangers     | 1:2 n. V. | FC Aberdeen      |

## Achtelfinale
Ausgetragen wurden die Begegnungen am 15. und 19. Februar 1975. 
|                     | Ergebnis |                     |
| ------------------- | -------- | ------------------- |
| Airdrieonians FC    | 2:0      | FC Falkirk          |
| FC Arbroath         | 2:0      | Albion Rovers       |
| Celtic Glasgow      | 4:1      | FC Clydebank        |
| Hamilton Academical | 0:1      | FC Dumbarton        |
| FC Motherwell       | 4:0      | FC Queen’s Park     |
| Queen of the South  | 0:2      | Heart of Midlothian |
| FC St. Johnstone    | 0:1      | FC Dundee           |
| Dundee United       | 0:1      | FC Aberdeen         |

## Viertelfinale
Ausgetragen wurden die Begegnungen am 8. März 1975. Die Wiederholungsspiele fanden am 12. März 1975 statt.
|                     | Ergebnis |                  |
| ------------------- | -------- | ---------------- |
| FC Aberdeen         | 0:1      | FC Motherwell    |
| FC Arbroath         | 2:2      | Airdrieonians FC |
| FC Dumbarton        | 1:2      | Celtic Glasgow   |
| Heart of Midlothian | 1:1      | FC Dundee        |

### Wiederholungsspiele
|                  | Ergebnis |                     |
| ---------------- | -------- | ------------------- |
| Airdrieonians FC | 3:0      | FC Arbroath         |
| FC Dundee        | 3:2      | Heart of Midlothian |

## Halbfinale
Ausgetragen wurden die Begegnungen am 2. und 5. April 1975. Das Wiederholungsspiel fand am 9. April 1975 statt.
|                  | Ergebnis |               |
| ---------------- | -------- | ------------- |
| Celtic Glasgow   | 1:0      | FC Dundee     |
| Airdrieonians FC | 1:1      | FC Motherwell |

### Wiederholungsspiel
|                  | Ergebnis |               |
| ---------------- | -------- | ------------- |
| Airdrieonians FC | 1:0      | FC Motherwell |

## Finale
| Celtic Glasgow                        | Celtic Glasgow | Airdrieonians FC | Airdrieonians FC |
| ------------------------------------- | --- | --- | ---------------- |
| Celtic Glasgow                        | \| Finale \| \| 3. Mai 1975 in Glasgow (Hampden Park) \| \| Ergebnis: 3:1 (2:1) \| \| Zuschauer: 75.457 \| \| Schiedsrichter: Ian Foote \| \| Spielbericht \|                           | \| Finale \| \| 3. Mai 1975 in Glasgow (Hampden Park) \| \| Ergebnis: 3:1 (2:1) \| \| Zuschauer: 75.457 \| \| Schiedsrichter: Ian Foote \| \| Spielbericht \|                                                             | Airdrieonians FC |
| Celtic Glasgow                        | Peter Latchford – Danny McGrain, Billy McNeill, Pat McCluskey, Andy Lynch – Paul Wilson, Steve Murray, Ronnie Glavin, Bobby Lennox – Kenny Dalglish, Harry Hood Cheftrainer: Jock Stein | Dave McWilliams – Paul Jonquin, John Menzies, Jim Black, Mark Cowan – Kevin McCann, Derek Whiteford, John Lapsley (65. Tommy Reynolds), Wilson – Tommy Walker, Willie McCulloch (65. Jim March) Cheftrainer: Ian McMillan | Airdrieonians FC |
| Celtic Glasgow                        | Paul Wilson Pat McCluskey | Kevin McCann | Airdrieonians FC |
| Finale                                | | |                  |
| 3. Mai 1975 in Glasgow (Hampden Park) | | |                  |
| Ergebnis: 3:1 (2:1)                   | | |                  |
| Zuschauer: 75.457                     | | |                  |
| Schiedsrichter: Ian Foote             | | |                  |
| Spielbericht                          | | |                  |